# Iglesia de San Agustín (Lima)
La Basílica Menor y Convento de San Agustín se encuentra en el centro histórico de Lima, frente a la plazuela del mismo nombre, y a pocas cuadras de la Plaza Mayor de la capital.  Su cuidado está, desde su fundación, a cargo de los frailes agustinos, y pertenece a la Provincia Nuestra Señora de Gracia del Perú.

## Ubicación en la ciudad
La Iglesia de San Agustín está situada en el cruce de la cuarta  cuadra del Jirón Camaná (calle de Lartiga) con la segunda cuadra del Jirón Ica (calle San Agustín).

## Descripción de la fachada y determinación de su estilo
La fachada es una obra arquitectónica de estilo barroco churrigueresco, sobrecargada de adornos, labrada en piedra, que se terminó de construir en 1710, consta de tres calles y tres cuerpos, siendo la calle central del primer cuerpo la que acoge la puerta por donde se ingresa al recinto. Sobre esta se tiene una cornisa de arco vertical, característica determinante por ser original de la arquitectura del barroco peruano. En las hornacinas de la fachada hay diez imágenes además de la de San Agustín que está al centro.
Su importancia también radica en que es una de las dos portadas de estilo churrigueresco que quedan en Lima, junto a la portada  de la Basílica de La Merced. Del templo antiguo, solo ha quedado el frontispicio y los muros laterales.

## Descripción de su interior
En el interior del Templo el existen obras de gran valor como la sillería del coro, obra que corrió a cargo de Pedro de Noguera y su taller, la cajonería de la sacristía, el artesonado de la antesacristía, su colección pictórica y el patio del claustro principal con bellos portales.
Llama la atención en la sala capitular la antigua cátedra tallada debida al escultor Juan García Salguero en la que contó con la colaboración de Luis de Espíndola, algunos lienzos de la escuela Italiana, y la escultura de La Muerte, hecha por Baltazar Gavilán, a comienzos del siglo XVIII.

## Historia
Su construcción ocupa el mismo lugar desde su fundación, ocurrida en 1573 por Luis López de Solís; ha sido reconstruida varias veces debido a los terremotos que sucedieron en Lima, y también por causa de las ampliaciones y a la accidentada vida política peruana. Uno de los mayores sucesos fue la reconstrucción de la iglesia tras el devastador terremoto de 1746 que dejó grandes daños en la estructura y que tuvo como resultado la restauración de la misma en 1751.
Otro cambio se dio como consecuencia de la guerra civil de 1894-1895, año en que la iglesia sufrió considerable daño de metralla durante los combates entre las fuerzas de caceristas y pierolistas. La restauración que se dio como consecuencia supuso la demolición de la torre que tenía.

## Galería de imágenes

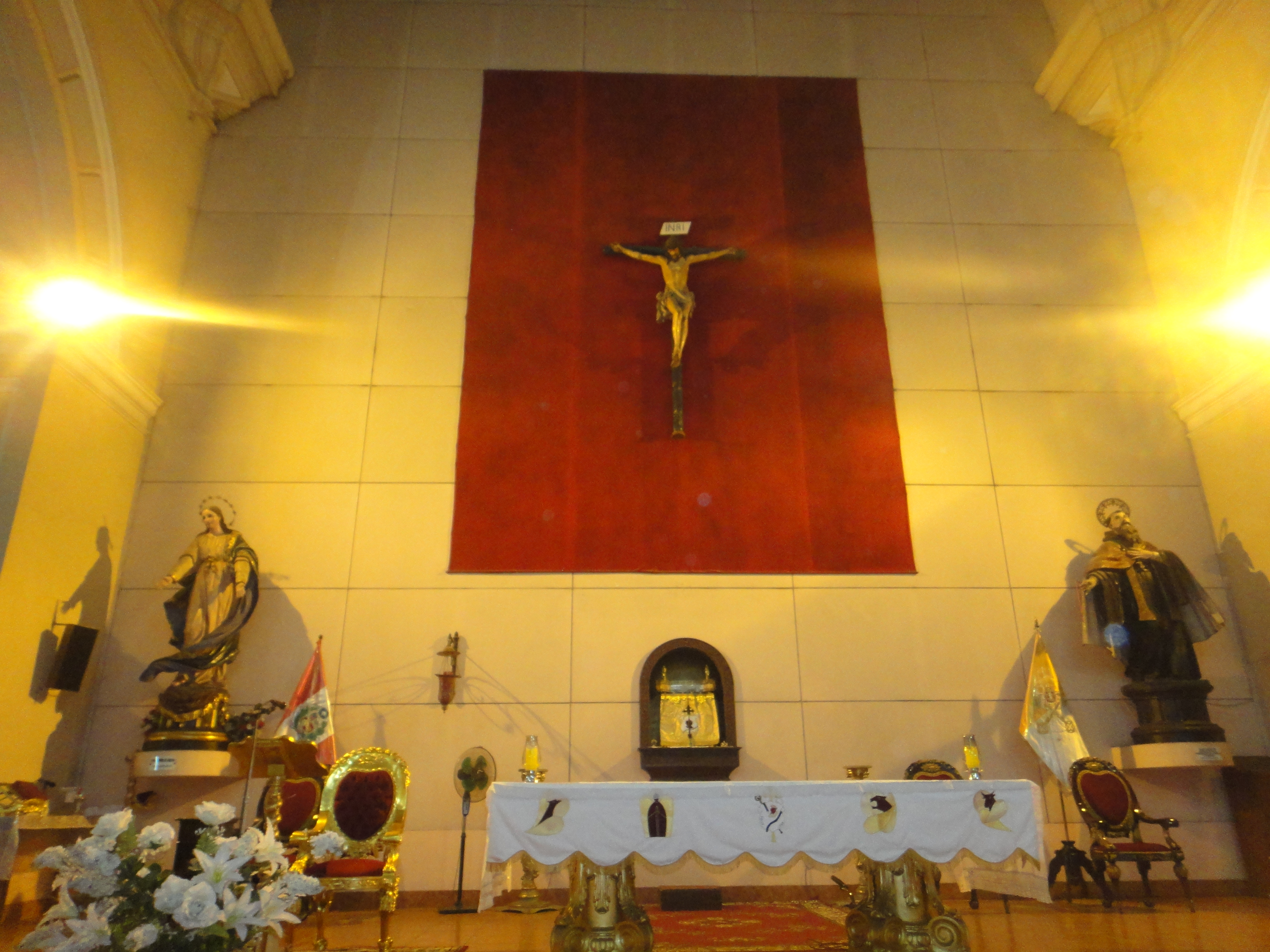
Altar mayor de la Iglesia de San Agustín.
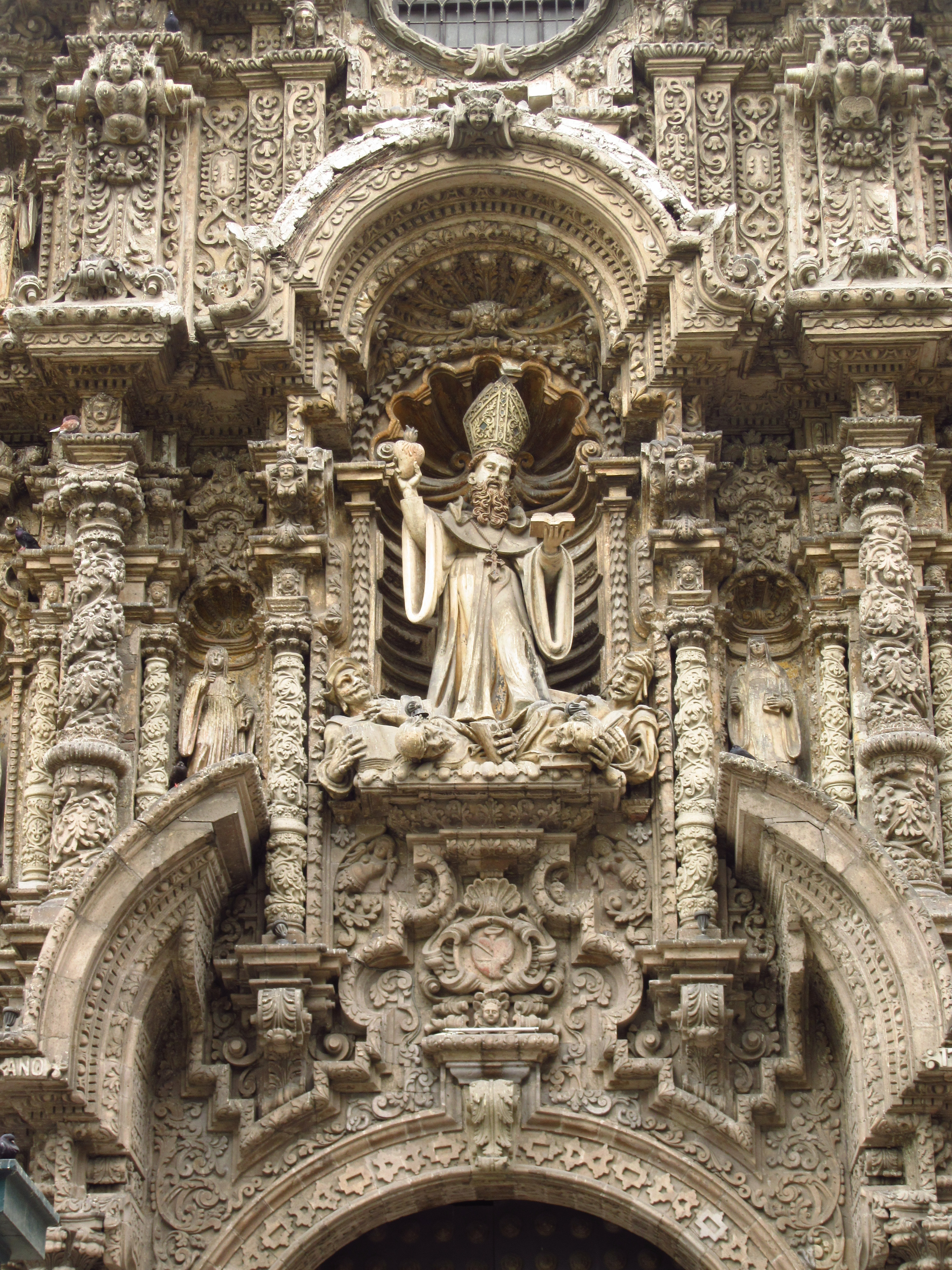
Detalle de la portada.
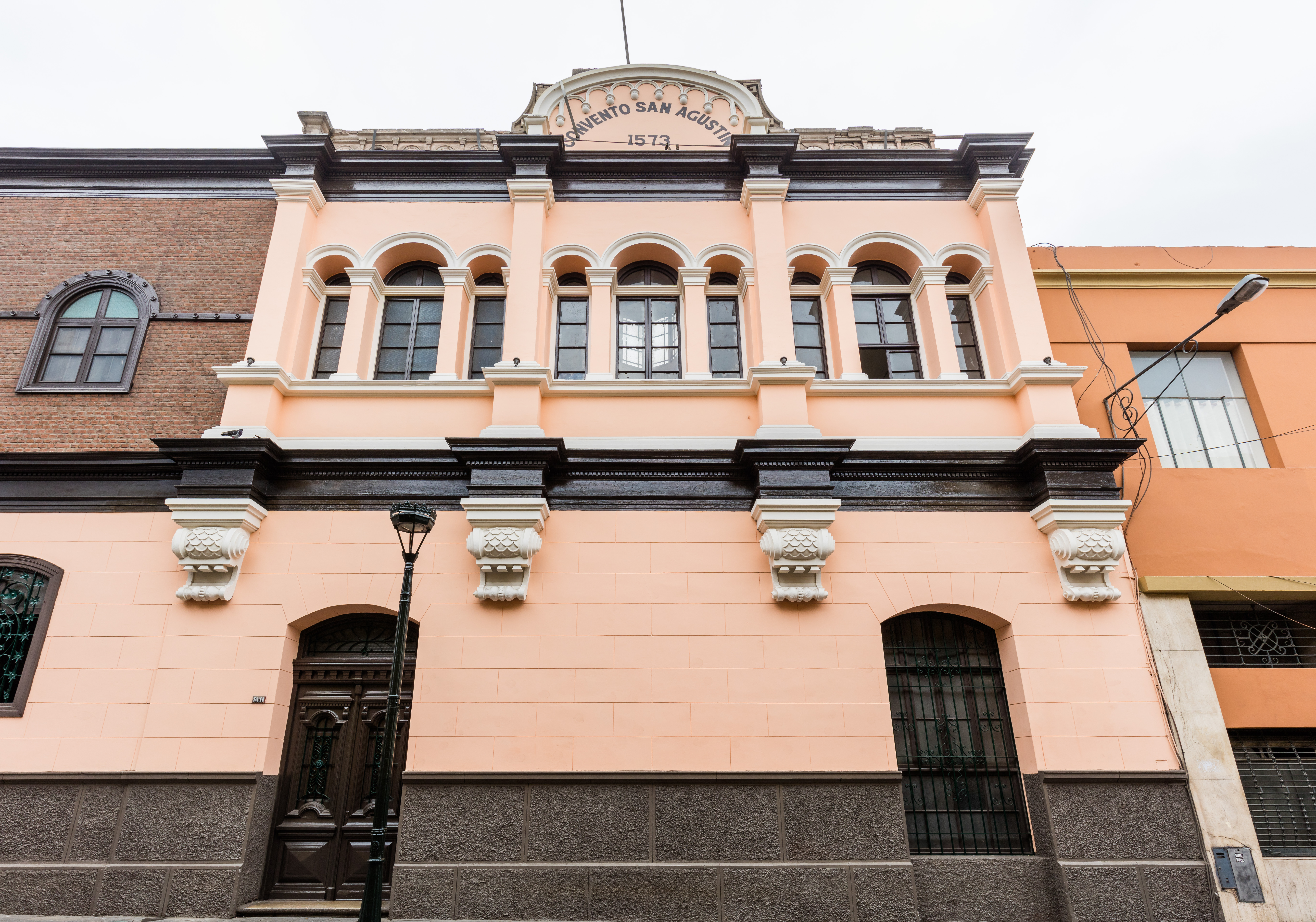
Convento San Agustín